# Торші
Туршу (арам. ܡܟ̇ܠܠ, араб. مخلل mukhallal, перс. ترشى torshi; курд. ترشى Tirşîn, tirşî, trshin; тур. turşu; грец. τουρσί toursí; болг. туршия, босн., хорв., чорн., серб. і мак. turšija/туршија, алб. turshi, івр. חמוצים, khamutsim) — квашені овочі в кухнях багатьох країн Балкан і Близького Сходу. Слово turşu зрештою походить від перського tursh, що означає «кислий». У тюркських мовах, як-от турецька і азербайджанська, слово пишеться як turşu.
Торші поширений у східних кухнях, як-от арабська кухня, турецька кухня, іранська кухня. Іран може похвалитися великою різноманітністю сотень різних типів торші відповідно до регіональних звичаїв і різних подій. У деяких сім'ях їжа не вважається завершеною без чаші торші на столі. У болгарській кухні найпопулярнішими типами є царската туршия  («королівська маринада») і селската туршия («сільська маринада»).  Toursi  є традиційною закускою (мезе) для арака, раки, узо, ципуро, ракії. У деяких регіонах п'ють вода торші (turşu suyu), і вона дуже популярна в Туреччині.
Виготовлення торші вдома все ще є поширеною традицією в осінні місяці, навіть у містах. Торші часто подають у ресторанах або її можна купити готовою до вживання в супермаркетах.

## Рецепти
Торші виготовляються з часником, червоним перцем, селерою, цвітною капустою, морквою, буряком, цибулею шалот, капустою, баклажанами та іншими овочами, а також сушеними ароматичними травами маринованими в оцті або бренді, солі та різних сумішах прянощів, які зазвичай включають цілий перець чорний, імбир тощо. Торші перського стилю містить більше оцту, тоді як турецький стиль turşu містить більше солі як антибактеріальний агент.
Torshi Liteh роблять із баклажанами та травами (петрушка, коріандр, м'ята, естрагон, базилік). Баклажани запечені в духовці, кладуть в скляну банку з травами та оцтом, і зберігають в прохолодному, сухому місці протягом двох-трьох місяців.
Царската туршия робиться з цвітною капустою, червоним перцем, морквою і селерою. Овочі змішують із сіллю і цукром і залишають на ніч. На наступний день сік змішують з оцтом і кип'ятять протягом декількох хвилин. Овочі кладуть у скляні банки, притискають вишневими гілочками та круглим річковим каменем, потім банки заповнюють охолодженим маринадом.
Селската туршия робиться з зеленим перцем, зеленими помідорами, морквою, цвітною капустою, капустою, селерою. Овочі кладуть у ємність, притискають деякими гілочками та каменем, виливають маринад з солі, оцту і води. Мариновані овочі залишають для бродіння.